# Род Стрекен
Род Стрекен (англ. Rod Strachan, 16 жовтня 1955) — американський плавець.
Олімпійський чемпіон 1976 року.
Призер Чемпіонату світу з водних видів спорту 1973 року.